# Gymnopilus flavipunctatus
Gymnopilus flavipunctatus là một loài nấm thuộc họ Cortinariaceae.